# Émile Obre
Émile Obre, né le 10 juillet 1881 à Le Bourg - Les Lèves-et-Thoumeyragues (Gironde), décédé le 9 décembre 1934 à Levallois-Perret (Hauts de Seine), est un aviateur et concepteur d'avions français. 
Après une incorporation dans l'infanterie en 1902, pendant la Première guerre mondiale, il sera affecté dans l'aviation à l'escadrille C 39, puis à la C 53 où il pilote des Caudron G.4 avec le grade de sergent en 1915.

## Biographie
Mécanicien à Morteau (Doubs), Émile Obre construit son premier avion en 1908.

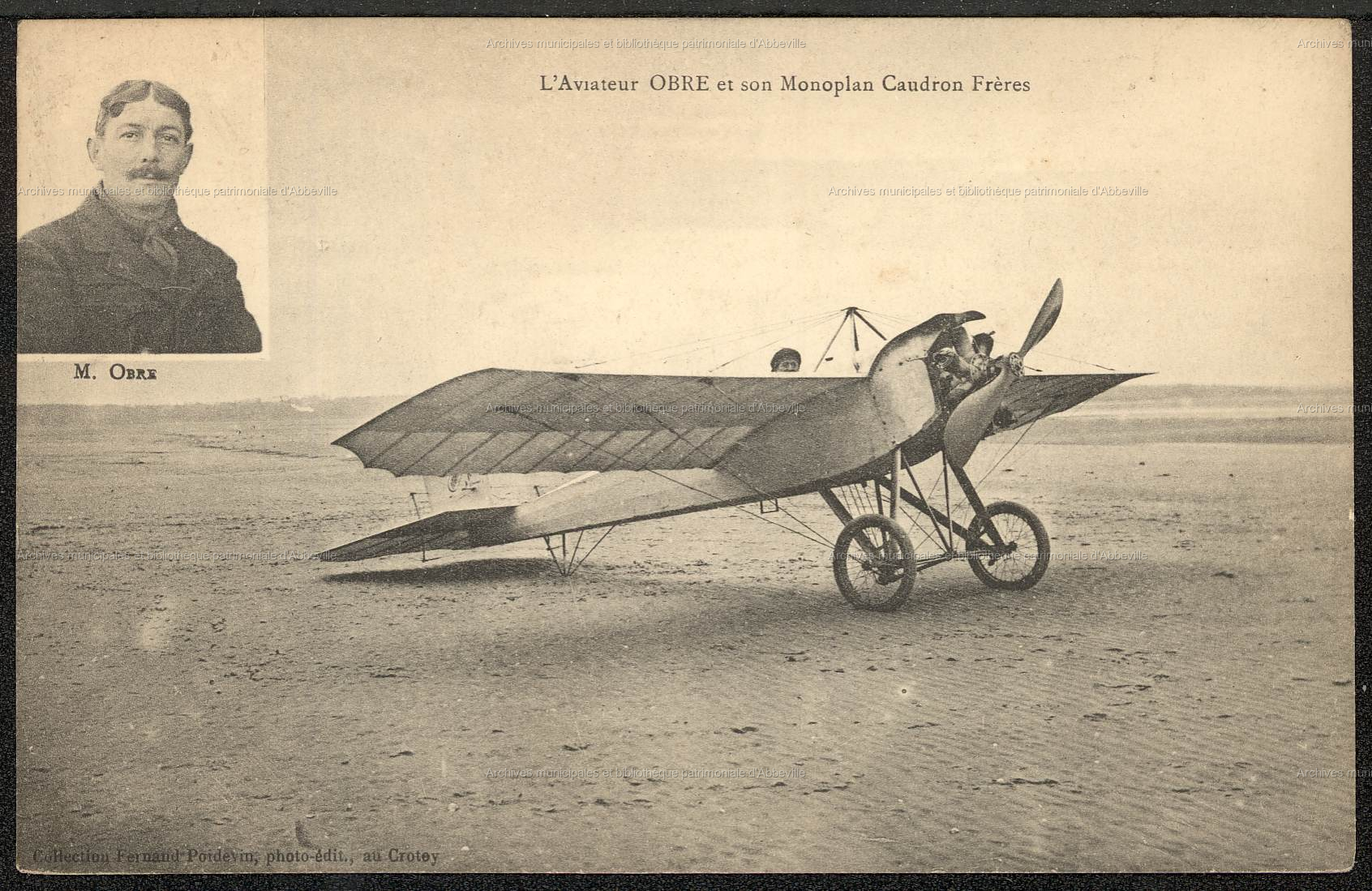
Émile Obre sur un monoplan Caudron M à moteur Anzani 6 cylindres en étoile de 45 ch.

Il obtient son brevet de pilote (no 148 le 14 juin 1910.
En 1910, il est photographié sur une des plages de la Baie de Somme sur un monoplan Caudron Frères.
Le 1er août 1911 Obre participe aux « Fêtes d'aviation » qui se déroulent le sur l'aérodrome de Champirol (Loire) qui vient d'être créé. 
En 1911, lors de la 1ère fête aérienne sur l'hippodrome de St Ponchon près de Carpentras (Vaucluse), organisée par la société "Avia Française" Émile Obre et Alfred Liger réalisent, entre deux averses, des vols de démonstration devant des milliers de spectateurs.
Du 9 au 11 décembre 1911, une foule en délire applaudit au Campo-Quadrato près de Biguglia (Haute-Corse) les pilotes chevronnés Obre et Derome, héros historiques de cette fête de l'aviation où ces « Merveilleux fous volants », donnent des sueurs froides au public médusé venu de toute la Corse pour le premier meeting aérien jamais organisé sur l'île. Ce meeting s'inscrivait dans le cadre d'une tournée aérienne des îles de la Méditerranée. Les deux pilotes enchainent donc par des démonstrations à Bastia, puis à Ajaccio et poursuivent par la Sardaigne et la Sicile. Émile Obre, à bord d'un appareil de sa construction muni d'un moteur Gnome 50 ch, et Derome sur un appareil de type Train, ont "exécuté à Bastia des vols très réussis", selon une revue spécialisée. Leurs appareils avait été démontées, acheminés par bateau, puis remontés par les mécaniciens le 8 décembre.
En 1913, Émile Obre pilote chez Caudron et Bon des forces coloniales françaises, se sont rendus à Pékin pour organiser un centre de pilotage.
L'escadrille C 53 a été constituée au Fort de Bron à Lyon, le 2 mai 1915. Le 13 mai 1915, le Colonel Louis Sassary en prend le commandement. L'escadrille est affectée au 1er corps d'Armée et restera au service de cette grande unité jusqu'à la fin de la guerre. Le sergent Obre sera l'un de ses 8 pilotes qui sont assistés de 4 observateurs et de 32 mécaniciens et soldats. Le 14, elle est renforcée par 19 hommes mutés de l'escadrille C 4. L'escadrille remportera 4 victoires homologuées et une non homologuée ou probable. Elle a eu à déplorer 14 tués (11 au combat) et 10 blessés (3 au combat).